# 김상균 (축구 선수)
김상균(한국 한자: 金相均, 1991년 12월 13일 ~ )은 대한민국의 축구 선수이며, 포지션은 수비수이다.